# Uma yoroi
Uma yoroi (lett. "armatura per il cavallo") è la barda tradizionale giapponese, sviluppante peculiarità tecnico-stilistiche comuni all'armatura giapponese. Questo aspetto è massicciamente percepibile nella testiera giapponese (bamen - 馬面), molto simile nella foggia alla maschera protettiva dei samurai (mempo) e nell'uso di materiale composito per la barda vera e propria (maglia metallica, stoffa e cuoio) in luogo delle piastre metalliche utilizzate in Europa.